# 带状发展

带状发展模型

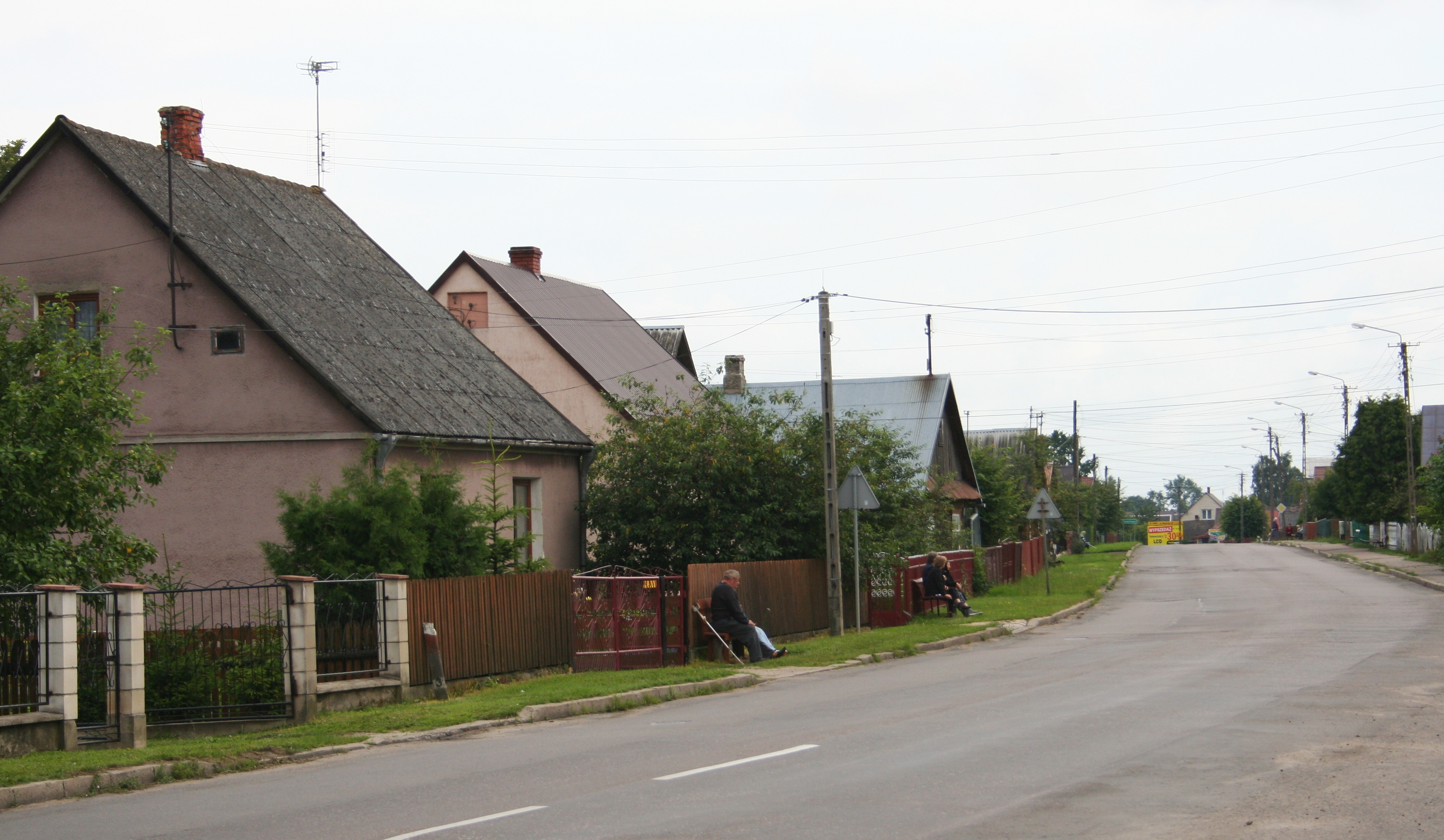
波兰都柏林村，一个老式带状发展村落

带状发展（英語：ribbon development）是一类地理学概念，指人类聚落辐射方向，呈狭长带状发展或是指文化产业空间布局突破传统区域环状分布而代之以线性带状分布。这类发展在1920年英国和1930年其他国家引起了巨大关注。
电动汽车的增加，意味着房屋交易变得更易进行，人类居落可以远离商店和其他服务设施。对于开发商而言，它具有很强的吸引力，他们无需浪费资金进行新道路建设。它被视为低效利用资源，并成为城市蔓延的前兆；所以英国在战后的乡镇建设目标即为阻止带状发展，并因此引入绿化带政策。

## 历史
随着工业革命发展，城市和乡镇的带状发展主要沿铁路及主要交通沿线，主要存在于俄罗斯、英国和美国。一个典型的例子是地鐵地帶的发展其為伦敦大都会铁路的鐵道沿線郊區。相似的例子包括有纽约的长岛（弗雷德里克·邓顿在此购买大量房地产，鼓励纽约人沿长岛铁路沿岸生活）、波士顿以及美国中西部。
类似的发展形态也呈脊线、运河和海岸线分布，特别是人们的追求“突变生活”模式，在那里，他们构建一个能够获得极致视觉享受的房屋。
由此而生的城镇和城市通常很难提供有效的社会服务。最突出的问题是交通堵塞，如同人们在狭小的城市走廊中进行生存竞争，因为更多的人加入到这种带状走廊中。城市集约政策通常用于解决这一问题，鼓励城市走向更为紧凑的城市模型。
带状发展也可与线性村相比较，后者是村落发展沿运输路线，而不是作为一个城市的扩张部分。